# Глухов, Владимир Яковлевич
Владимир Яковлевич Глухов (9 августа 1915, Астрахань — 17 января 1996, Рига) — русский советский актёр, актёр Рижского театра русской драмы (1945—1996). Народный артист Латвийской ССР (1958).

## Биография
Родился в 1915 году в Астрахани, Российская империя, в семье рабочего-котельщика.
В 1931 году поступил в Москве в ГИТИС, ещё студентом с 1932 года начал играть в театре Корша.
С 1939 года — актёр Сталинградского краевого драматического театра имени Горького.
С началом Великой Отечественной войны вошёл во фронтовую артистическую бригаду Центрального театра Красной Армии.
С 1945 года и до конца жизни — актёр Русского драматического театра Латвийской ССР на сцене которого сыграл множество разнообразных ролей.
В 1950 году присвоено звание Заслуженный артист Латвийской ССР, в 1958 году удостоен звания Народный артист Латвийской ССР.
Умер в 1996 году в Риге, похоронен на кладбище Райниса.

## Фильмграфия
- 1941 — Песнь о дружбе — Рыгор Шэмет
- 1956 — За лебединой стаей облаков — адъютант губернатора
- 1964 — Марш! Марш! Тра-та-та! — премьер-министр Грошии
- 1966 — Всадник над городом — начальник ЖЭКа
- 1969 — Тройная проверка — эпизод
- 1973 — Семнадцать мгновений весны (9-я серия) — агент гестапо
- 1975 — Обретёшь в бою — Павел Климентьевич, зав. отделом кап. строительства